# Хамелеон (фильм, 2011)
«Хамелеон» (телугу ఊసరవెల్లి, Oosaravelli) — индийский фильм режиссёра Сурендера Редди на языке телугу, вышедший в прокат 6 октября 2011 года. Сюжет частично вдохновлен китайско-французским триллером «Месть» 2009 года и рассказывает о молодом человеке, который берет на себя обязанность отомстить за смерть чужой семьи. Главные роли исполнили НТР младший, Таманна и Пракаш Радж.
Фильм провалился в прокате, однако в 2013 году он был переснят на бенгальском языке как Rocky. На русский язык дублирован по заказу компании Ред Медиа для показа на канале Индия ТВ.

## Сюжет
Фильм начинается с того, как несколько человек расспрашивают о парне по имени Тони и получают противоречивые сведения. Тем временем сам Тони вместе с несколькими другими людьми попадает в плен к боевикам в Кашмире. Сидя связанным в тёмном сарае, он завязывает разговор с другой заложницей по имени Нихарика о том, что они хотели бы сделать перед смертью. Он признается ей, что хочет влюбиться и завести девушку. Услышав это, его собеседница целует его и обещает быть его девушкой пока их не убьют. Только тут Тони видит её лицо. Однако их не убивают, Тони удается бежать и вытащить Нихарику, но потом они разделяются.
Тони вновь находит Нихарику в Хайдарабаде и узнает, что она помолвлена с сыном министра Ракешем, и через полмесяца у неё свадьба. Но он не унывает и просит у девушки шанс: дать ему эти полмесяца, чтобы попытаться завоевать её любовь. За это время ему удается стать её близким другом и посеять сомнения том, что она действительно любит Ракеша. Тот, вернувшись из Америки, угрожает Тони, чтобы тот оставил его невест в покое. Однако герой подстраивает так, что этот разговор слышит Нихарика и понимает, что Ракеш — не такой хороший человек, как она думала. Она бросает своего жениха, а позже вечером звонит Тони, чтобы признаться в любви.
Но Тони не особо рад, услышав её признание. К тому же вскоре после этого на него нападает Ракеш и, оглушив, привозит на склад, где у него встреча к торговцем оружием Ирфаном. Однако, когда Ирфан, возмущенный наглостью Тони, пытается с ним расправиться, Тони сам убивает его. Затем он признается Ракешу, что приехал в город не ради девушки, а чтобы убить Ирфана и его подручных, что и делает после.
Узнав о смерти Ирфана, в Индию возвращается его брат Аджу. Убийцу также ищет офицер полиции Кришна. Ему становится известно, что Ракеша бросила невеста ради парня по имени Тони, в котором он узнает одного из бандитов, который как ему сказали работает на Аджу-бхая. Он отправляется за ним и находит его в храме. Но прежде, чем он успевает к нему подойти, Кришна видит Нихарику и бежит звонить Аджу-бхаю. Однако ему не удается дозвониться, так как на него нападает Тони. Это видит подруга Нихарики, Читра. Испугавшись, она пытается убежать, но Тони догоняет её и пытается объяснить почему он так поступил.
Он был простым бандитом из Мумбаи, который вместе с отцом зарабатывал деньги, выбивая их из должников. А потом он встретил Нихарику. Брат Нихарики был полицейским, который работал под прикрытием в банде Аджу-бхая. Когда он собрал доказательства их преступной деятельности, его начальник Кришна сдал его Аджу, и тот послал своих людей убить всю семью Нихарики. Только чудом ей удалось выжить, но ранение в голову гарантировало ей потерю памяти через некоторое время. Выйдя из больницы, девушка взмолилась к богу Хануману, чтобы он помог ей отомстить убийцам, и в следующий момент она встретила Тони. Когда она попросила его взять на себя её месть, он вспомнил слова отца, сказанные им перед смертью, о том, что Тони должен сделать в своей жизни хоть что-нибудь достойное, и согласился. Он нашёл одного из убийц с помощью Нихарики и от него узнал обо всех, кто был замешан. Но к этому Нихарика уже забыла обо всём, что с ней произошло и уехала из города. Тони вновь встретил её в Кашмире и, желая убедиться, что с ней всё в порядке, узнал, что она помолвлена с одним из виновных в смерти её семьи. После этого он решил убить её любовь к Ракешу, прежде чем убьет его, но сам в неё влюбился.
Пока он рассказывал обо всё Читре, Нихарика нашла истекающего кровью Кришну и вызвала скорою. Узнав, что Кришна не умер, Тони решил закончить начатое. Однако тут его увидела Нихарика. Она предложила ему выбирать: его месть или её любовь — Тони выбрал месть и убил раненного несмотря на все попытки Нихарики его спасти.
Аджу-бхаи узнает, что его брата и людей убил Тони, а также о том, что у того есть девушка. Он отправляется в её дом, но вместо Нихарики встречает Читру. Убив её, Аджу-бхаи сваливает всю вину на Тони. Вернувшаяся домой Нихарика, поверив ему, рассказывает, где можно того найти. Схватив Тони, Аджу-бхаи пытается добиться от него правды о том, кто его нанял, но Тони молчит. Тогда Аджу посылает убить его того, на кого у Тони не поднимется рука -
Нихарику.

## В ролях
- НТР младший — Тони
- Таманна — Нихарика
- Пракаш Радж — Аджу-бхаи
- Пайял Гхош[англ.] — Читра
- Рахман[англ.] — Кришна, офицер по особым делам
- Саяджи Шинде[англ.] — отец Тони
- Видьют Джамвал[англ.] — Ирфан-бхаи
- Аджай[англ.] — конкурент Ирфана
- Мурли Шарма[англ.] — подручный Аджу-бхая
- Шаам[англ.] — брат Нихарики
- Шиваннараяна Нарипедди[англ.] — священник
- Таникелла Бхарани[англ.] — министр Бхарани, отец Ракеша
- Адхвик Махаджан — Ракеш, жених Нихарики
- Каруманчи Рагху — Сатья, подручный Джей Пи
- Рагху Бабу[англ.] — Шива, подручный Джей Пи
- Джая Пракаш Редди — Джая Прада / Джей Пи / Саркар
- М. С. Нараяна — домовладелец
- Ахути Прасад — министр внутренних дел

## Производство
После выхода фильма Kick в 2009 году режиссёр Сурендер Редди взял перерыв на полгода по случаю своей женитьбы. В дальнейшем он предполагал снять фильм с Рамом Потинени, но проект так и не был запущен. Сценарий «Хамелеона» он написал, не имея определённого актёра на главную роль. С этим сценарием он обратился к НТР. Тот сразу согласился и попросил приступить немедленно, несмотря на то, что уже имел на руках три проекта, включая фильмы «Сын тигра» Бояпати Срину и «Лицемер» Срину Вайтлы.
К середине июня 2011 года было отснято 60 % фильма,
а к концу июля — 80 %,
в том числе сцены в храме Сангхи.
Основные съемки прошли в Хайдарабаде, две песни были отсняты в Швейцарии, Италии и Франции, ещё по одной — на Ramoji Film City и на Ramanaidu Studios.

## Саундтрек
Вся музыка написана Деви Шри Прасадом.
| №                   | Название                   | Текст песни         | Исполнители                | Длительность |
| ------------------- | -------------------------- | ------------------- | -------------------------- | ------------ |
| 1.                  | «Brathakali»               | Чандрабос           | Деви Шри Прасад            | 4:57         |
| 2.                  | «Nenante Naaku»            | Рамаджогайя Шастри  | Аднан Сами                 | 4:26         |
| 3.                  | «Yelango Yelango»          | Рамаджогайя Шастри  | Джасприт Джаз, Чинмайи     | 4:27         |
| 4.                  | «Love Ante Caring»         | Вивека              | Франсуа Кастеллино         | 3:55         |
| 5.                  | «Sri Anjaneyam»            | Сиривеннела         | М. Л. Р. Картикейян        | 5:12         |
| 6.                  | «Niharika»                 | Ананта Шрирам       | Виджай Пракаш, Неха Бхасин | 4:21         |
| 7.                  | «Dandiya India»            | Ананта Шрирам       | Мукеш, Сучитра             | 4:49         |
| 8.                  | «Oosaravelli» (Theme Song) | Рамаджогайя Шастри  | Уджайни                    | 1:49         |
| Общая длительность: | Общая длительность:        | Общая длительность: | Общая длительность:        | 33:56        |

## Критика
| Рейтинги           | Рейтинги |
| Издание            | Оценка |
| ------------------ | --- |
| The Times of India | 3 из 5 звёзд · 3 из 5 звёзд · 3 из 5 звёзд · 3 из 5 звёзд · 3 из 5 звёзд                                                                                      |
| Rediff.com         | 2,5 из 5 звёзд · 2,5 из 5 звёзд · 2,5 из 5 звёзд · 2,5 из 5 звёзд · 2,5 из 5 звёзд                                                                            |
| Idlebrain.com      | 3 из 5 звёзд · 3 из 5 звёзд · 3 из 5 звёзд · 3 из 5 звёзд · 3 из 5 звёзд                                                                                      |
| 123telugu.com      | 3 из 5 звёзд · 3 из 5 звёзд · 3 из 5 звёзд · 3 из 5 звёзд · 3 из 5 звёзд                                                                                      |
| fullhyd.com        | 5 из 10 звёзд · 5 из 10 звёзд · 5 из 10 звёзд · 5 из 10 звёзд · 5 из 10 звёзд · 5 из 10 звёзд · 5 из 10 звёзд · 5 из 10 звёзд · 5 из 10 звёзд · 5 из 10 звёзд |

Суреш Кавираяни из The Times of India поставил фильму 3 звезды из 5, но его комментарии были негативными: «Сценарий не дотягивает, особенно во второй половине фильма. Изложение тоже не особо интересное, и поспешная кульминации оставляет вас разочарованными».
Кришна Джоти из The New Indian Express добавила, что «за исключением комедийного ряда в первой половине и романа между ведущей парой, которые пытаются добавить достаточно остроты здесь и сейчас, остальная часть фильма оставит аудиторию разочарованной».
Радхика Раджамани из Rediff.com написала, что сюжет «имеет тенденцию перескакивать с одной неправдоподобной ситуации на другую и часто банален, когда он должен быть более тревожным, как во время побега от террористов».
В отзыве Idlebrain.com, напротив, плюсами фильма были названы НТР и необычный сценарий, а минусом — обилие коммерческих элементов.
Махеш К.С. с сайта 123telugu.com также похвалил игру Таманны и НТР и первую половину фильма, но счёл кульминацию — слабой.
Дипа Гаримелла с сайта Fullhyd.com хотя и похвалила операторскую работу и музыку, добавила что «избитый сюжет, отсутствие твердой комедии и горы насилия сделали фильм непривлекательным почти для всех [кроме фанатов НТР]».

## Номинации
| Награды и номинации | Награды и номинации            | Награды и номинации             | Награды и номинации        | Награды и номинации | Награды и номинации |
| Дата                | Награда                        | Категория                       | Номинант                   | Результат           | Ссылка              |
| ------------------- | ------------------------------ | ------------------------------- | -------------------------- | ------------------- | ------------------- |
| 7 июля 2012         | Filmfare Awards South (Телугу) | Лучший мужской закадровый вокал | Виджай Пракаш («Niharika») | Номинация           |                     |